# 54 Pułk Artylerii Polowej (Cesarstwo Niemieckie)

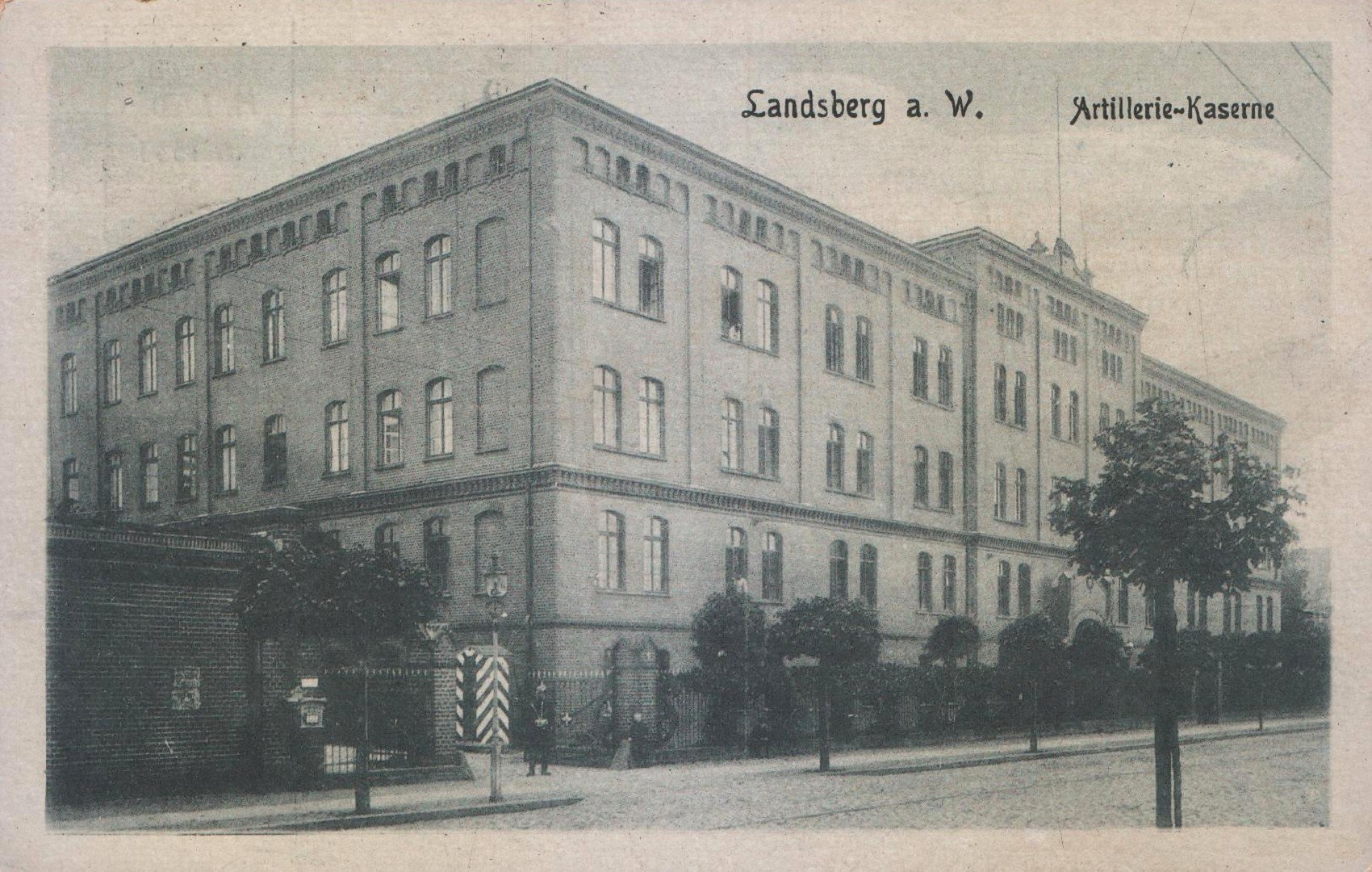
Koszary w Gorzowie

54 pułk artylerii polowej (Nowomarchijski) – (niem. Neumärkisches Feldartillerie-Regiment Nr. 54) pułk artylerii niemieckiej.
Pułk został sformowany 25 marca 1899 .
Stacjonował w Kostrzynie nad Odrą (niem. Küstrin) oraz w Gorzowie (niem. Landsberg an der Warthe).

## Schemat organizacyjny
- III Korpus Armijny – Berlin
  - 5 Dywizja Piechoty (5. Infanterie-Division) – Frankfurt nad Odrą
    - 5 Brygada Artylerii Polowej (5. Feldartillerie-Brigade), Frankfurt nad Odrą
      - 54 pułk artylerii polowej (Nowomarchijski) –  w Kostrzynie nad Odrą (niem. Küstrin) oraz w Gorzowie (niem. Landsberg an der Warthe)

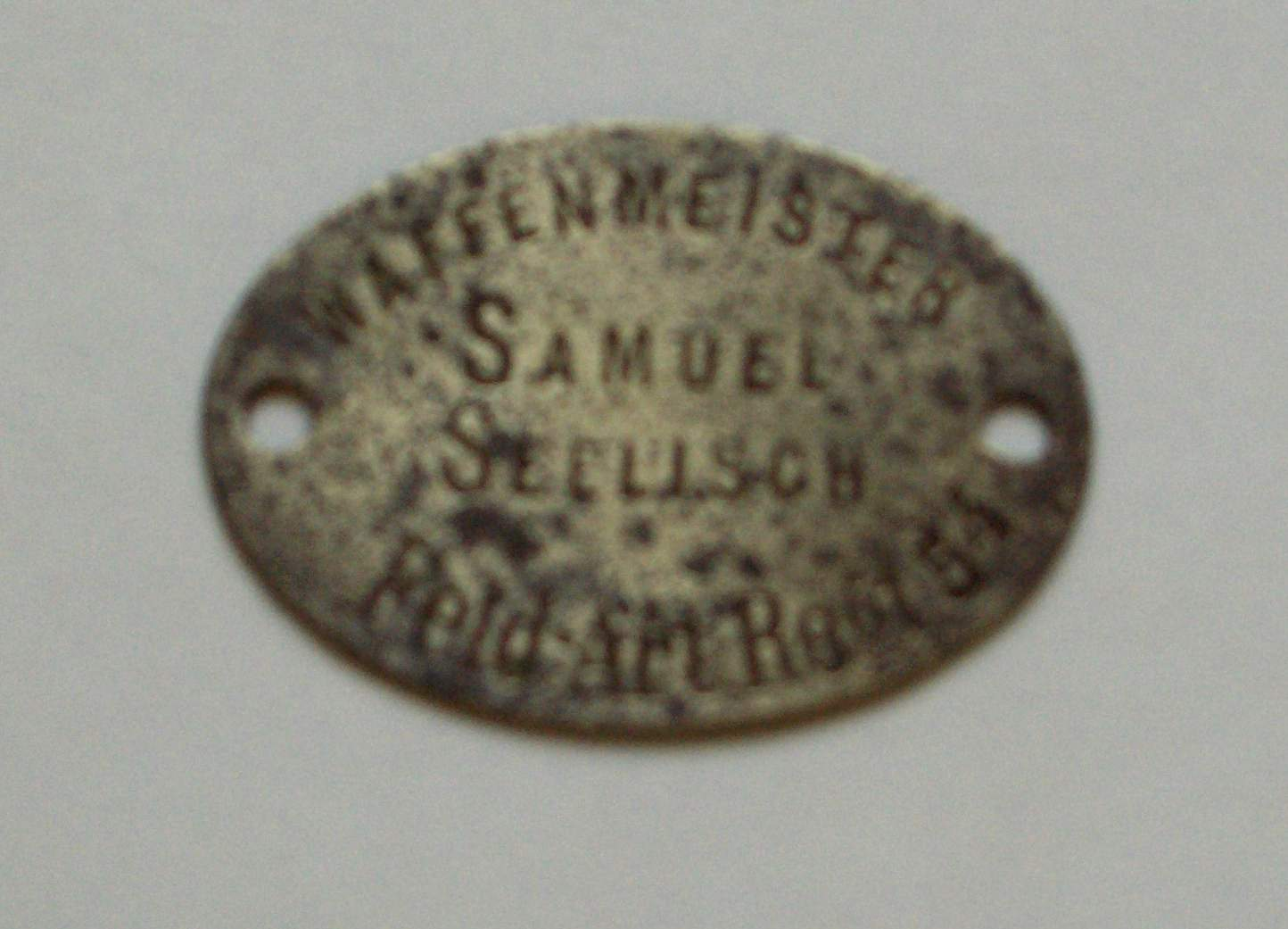
Nieśmiertelnik waffenmeistra Samuela Seelischa z 54 pułku artylerii (wz. 1878, na zamówienie)

## Wyposażenie
Według standardowego schematu wyposażenia niemieckich dywizji, w momencie rozpoczęcia wojny w 1914 pułk miał 36 dział zgrupowanych w dwóch batalionach, po 3 baterie każdy.
Jeden batalion miał 18 armat 7,7 cm FK 96 n.A., drugi również 18 tych armat albo 18 haubic 10,5 cm leFH 98/09 (1 z 4 batalionów dywizji był wyposażony w haubice).
W miarę postępu wojny liczba i rodzaj dział ulegały zmianie. Jest prawdopodobne że w późniejszym okresie wojny pułk był wyposażony w armaty 7,7 cm FK 16.